# Iams
 (janvier 2018).
Si vous disposez d'ouvrages ou d'articles de référence ou si vous connaissez des sites web de qualité traitant du thème abordé ici, merci de compléter l'article en donnant les références utiles à sa vérifiabilité et en les liant à la section « Notes et références ».
Iams est une marque de nourriture pour chiens appartenant à Spectrum Brands en Europe et à Mars dans le reste du monde.

## Histoire
Iams est rachetée par Procter & Gamble en 1999. En 2014, ce dernier revend la marque à Mars et à Spectrum Brands.